# Psychophasma vitripennis
Psychophasma vitripennis là một loài bướm đêm thuộc phân họ Arctiinae, họ Erebidae.